# リック・デモント
リック・デモント（Rick DeMont、1956年4月21日 - ）はアメリカ合衆国の競泳選手。

## 人物
1972年ミュンヘンオリンピックの競泳競技400m自由形において、4分00秒03で優勝した。しかし、その後のドーピング検査で興奮剤のエフェドリンが尿から検出されて失格となった（ドーピング検査による金メダル剥奪の第1号選手）。
デモントは喘息の持病があり、チームドクターらが「エフェドリンは喘息治療上欠かせない薬物であり、競技における不正の意図はない」とIOCに訴えたが却下された。
2001年、アメリカオリンピック委員会は1972年オリンピックでデモントの医療情報を誤って扱ったことを認めて、メダルを復飾させるようにIOCに要求したが、IOCは拒否した。